# Kogda my byli na voine
Kogdá my býli na voiné... (in russo Когда́ мы бы́ли на войне́…?, "Quando eravamo in guerra..."),  è un poema di David Samoilov del 1982, pubblicato in origine nella sua collezione "Golosa za kholmami". Fu resa in canzone da Viktor Stoliarov. Malgrado sia una canzone recente, ormai è ritenuto un brano iconico del popolo russo.

## Testo originale
| Russo | Traslitterazione | Italiano |
| --- | --- | --- |
| Когда мы были на войне, Когда мы были на войне, Там каждый думал о своей Любимой или о жене. И я бы тоже думать мог, И я бы тоже думать мог, Когда на трубочку глядел, На голубой её дымок. Как ты когда-то мне лгала, Как ты когда-то мне лгала, Как сердце легкое своё Другому другу отдала. А я не думал ни о ком, А я не думал ни о ком, Я только трубочку курил С турецким табаком… Когда мы будем на войне, Когда мы будем на войне, Навстречу пулям понесусь На молодом коне. Я только верной пули жду, Я только верной пули жду, Что утолит мою печаль И пресечет | Kogda my byli na voine, Kogda my byli na voine, Tam kajdy dumal o svoei Liubimoi ili o jene. I ia by toje dumat mog, Kogda na trubotchku gliadel, Na goluboi eio dymok. Kak ty kogda-to mne lgala, Kak serdtse legkoe svoio, Drugomu drugu otdala. A ia ne dumal ni o kom, Ia tolko trubotchku kuril, S turetskim tabakom... Kogda my budem na voine, Kogdma my budem na voine, Navstretchu puliam ponesus, Na molodom kone. Ia tolko vernoi puli jdu, Tchto utolit moiu petchal I presetchot moiu vrajdu. | Quando eravamo in guerra, Quando eravamo in guerra, Dove ognuno pensava alla sua, amata o alla sua sposa. E io potrei anche pensare, E io potrei anche pensare, Quando guardavo la mia pipa, al suo fumo blu. Come te allora mi mentivi, Come te allora mi mentivi, Che il tuo cuore solitario, Dopo lo hai dato a qualcun altro. Ma io non pensavo a niente, Ma io non pensavo a niente, E solamente fumavo la pipa, Con amaro tabacco turco... Quando saremo in guerra, Quando saremo in guerra, Volerò verso i proiettili, Col mio cavallo nero. Sto solo aspettando il proiettile giusto, Sto solo aspettando il proiettile giusto, Per placare il mio dolore, E per fermare la mia inimicizia. |